# Golden Eighties
Golden Eighties is een Frans-Belgisch-Zwitserse filmkomedie uit 1986 onder regie van Chantal Akerman.

## Verhaal
Het kapstertje Mado is verliefd op Robert, die een oogje heeft op Lili, die op haar beurt gek is op mijnheer Schwartz. Als ineens de Amerikaan Eli ten tonele verschijnt, klampt hij zich vast aan Jeanne, de vrouw van mijnheer Schwartz. Hij heeft haar nooit kunnen vergeten na de oorlog en zij is de moeder van Robert.

## Rolverdeling
| Acteur               | Personage         |
| -------------------- | ----------------- |
| Delphine Seyrig      | Jeanne Schwartz   |
| Myriam Boyer         | Sylvie            |
| Fanny Cottençon      | Lili              |
| Lio                  | Mado              |
| Pascale Salkin       | Pascale           |
| Charles Denner       | Mijnheer Schwartz |
| Jean-François Balmer | Mijnheer Jean     |
| John Berry           | Eli               |
| Nicolas Tronc        | Robert Schwartz   |
| Roselyne Brunet      | Kapster           |
| Nathalie Richard     | Kapster           |
| Dominique Rousseau   | Kapster           |